# NGC 5135
NGC 5135 est une très vaste galaxie spirale barrée située dans la constellation de l'Hydre. Sa vitesse par rapport au fond diffus cosmologique est de 4 394 ± 21 km/s, ce qui correspond à une distance de Hubble de 64,8 ± 4,6 Mpc (∼211 millions d'al). NGC 5135 a été découverte par l'astronome britannique John Herschel en 1834.

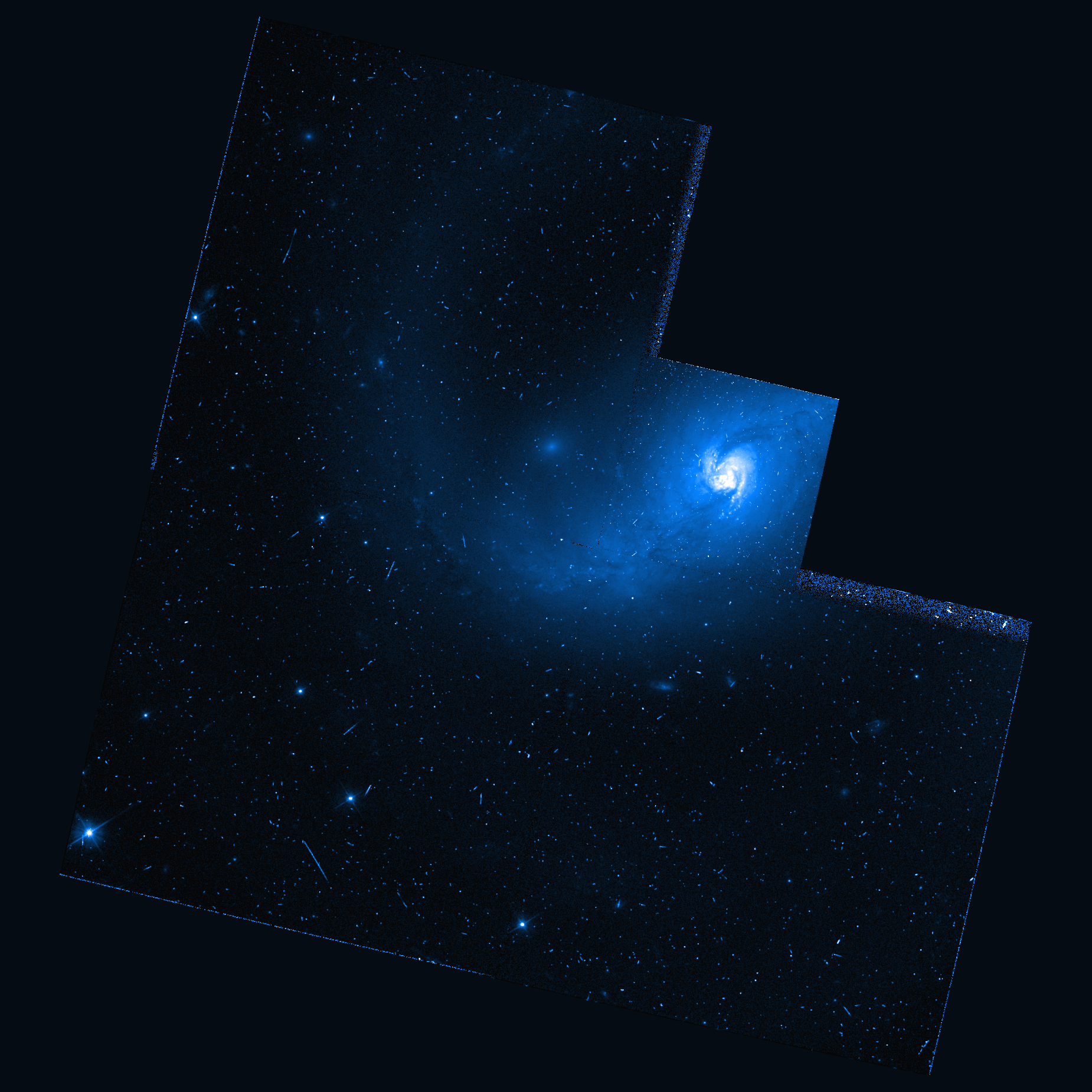
NGC 5135 par le télescope spatial Hubble.

La luminosité de la galaxie NGC 5135 dans l'infrarouge lointain (de 40 à 400 µm)  est égale à 1,82 × 1011 {\displaystyle L_{\odot }} (1010,31{\displaystyle L_{\odot }}) et sa luminosité totale dans l'infrarouge (de 8 à 1 000 µm) est de 2,19 × 1011 {\displaystyle L_{\odot }} (1011,26{\displaystyle L_{\odot }}).
Dans la  bande K infrarouge, NGC 5135 présente une barre centrale supérieure à  50 secondes d'arc dont l'ellipticité maximale est de 0,52. L'angle de position de celle-ci est de 123°. NGC 5135 est aussi une galaxie lumineuse dans l'infrarouge (LIRG) et elle présente une large raie HI. Elle renferme possiblement des régions d'hydrogène ionisé et c'est une galaxie active de type Seyfert 2.
À ce jour, quatre mesures non basées sur le décalage vers le rouge (redshift) donnent une distance de 6,325 ± 0,059 Mpc (∼20,6 millions d'al), ce qui est totalement incohérent avec les valeurs de la distance de Hubble. Notons que c'est avec la valeur moyenne des mesures indépendantes, lorsqu'elles existent, que la base de données NASA/IPAC calcule le diamètre d'une galaxie.

## Un disque entourant le noyau
Grâce aux observations du télescope spatial Hubble, on a détecté un disque de formation d'étoiles autour du noyau de NGC 5135. La taille de son demi-grand axe est égale à 610 pc (~1990 années-lumière).

## Trou noir supermassif
Un trou noir supermassif trône au centre de NGC 5135. Plusieurs études de la dispersion des vitesses dans la région centrale ont permis d'estimer sa masse à 1,95 × 107 {\displaystyle M_{\odot }} (107,29). Une autre étude réalisée auprès de 90 galaxies de type Seyfert 2 utilisant la dispersion des vitesses a permis d'estimer la masse des trous noirs supermassifs centraux de celles-ci. Pour NGC 5135, la masse du trou noir est égale à 22,4 × 106 {\displaystyle M_{\odot }} (107,35).
Selon les auteurs d'un article publié en 2012, la connaissance de la masse d'un trou noir central et du taux d'accrétion par celui-ci permet d'estimer le taux de formation d'étoiles dans la région centrale des galaxies de type Seyfert. Ce taux pour NGC 5135 serait à l'intérieur et à l'extérieur d'un rayon de 1 kpc respectivement de 6,1 {\displaystyle M_{\odot }}/an  et de 3,6 {\displaystyle M_{\odot }}/an
.

## Groupe de NGC 5152
Selon A. M. Garcia, NGC 5135 fait partie du groupe de NGC 5152. Ce groupe de galaxies compte au moins 16 membres, dont NGC 5124, NGC 5150, NGC 5152, NGC 5153, NGC 5182, IC 4248, IC 4251 et IC 4275.